# Victorville
Victorville est une municipalité située dans la vallée de Victor (en) dans la région ouest du comté de San Bernardino, en Californie, aux États-Unis d'Amérique. Selon le Bureau du Recensement, la ville avait une population totale de 115 903 habitants en 2010.

## Géographie
Victorville est située à 34°31' Nord, 117°20' Ouest, au coin sud du désert des Mojaves à 130 km de Los Angeles, 54 km au sud de Barstow, 77 km à l'est de Palmdale et à 60 km de San Bernardino (par la Cajon Pass de l'Interstate 15). Elle est entourée par Apple Valley à l'est, Hesperia au sud et Adelanto à l'ouest. La Mojave traverse Victorville. Sa superficie totale est de 189,8 km² dont 1,3 km² (0,71 %) sont des plans d'eau.

## Histoire
Aux environs de l'année 1895 la ville fut appelée Victor d'après le nom du pionnier ferroviaire Jacob Nash Victor (en). En 1901, le United States Postal Service changea le nom de la ville en Victorville pour éviter la confusion avec la ville de Victor située dans le Colorado.
En 1926 la Route 66 fut créée et passait par Victorville. Aujourd'hui l'ancienne route est la rue principale du centre-ville
Le Victorville Army Airfield fut construit en 1941, il fut renommé George Air Force Base plus tard. En 1992, la base fut désaffectée et est devenue le Southern California Logistics Airport.
La ville s'est incorporée le 21 septembre 1962.
Le 14 août 1977 l'acteur Ron Haydock fut tué alors qu'il faisait du stop près de Victorville.
La ville accueille le musée de la Route 66 et la Foire du Comté de San Bernardino.
La ville ouvre en 2004 la Prison Fédérale de Victorville.
La ville apparaît dans le jeu vidéo Grand Theft Auto V sous le nom de Harmony.

## Démographie
| 1970   | 1980   | 1990   | 2000   | 2010    | - |
| ------ | ------ | ------ | ------ | ------- | - |
| 10 845 | 14 220 | 40 674 | 64 029 | 115 903 | - |